# 井川スミス史子
井川スミス 史子 （いかわ スミス ふみこ、1930年9月10日 - ）は、カナダの考古学者、文化人類学者。専門は日本など東アジア先史考古学。マギル大学名誉教授。

## 経歴
1930年、兵庫県神戸市長田村房王寺谷（現・神戸市長田区房王寺町）に生まれる。
1948年、奈良女子高等師範学校附属高等女学校（現・奈良女子大学附属中等教育学校）を卒業後、1953年に津田塾大学学芸学部英文学科を卒業し、東京都立大学社会学研究室助手補となる。
1954年に、東京都立大学大学院社会科学研究科社会人類学専攻修士課程に入学する。1955年からフルブライト奨学生としてハーバード大学に留学した。1958年、ラドクリフ・カレッジで修士号（M.A.）を取得し、ラドクリフ・カレッジ博士課程を修了する。ハーバード大学ではハラム・L・モヴィウスに師事した。
1959年にカナダ人と結婚し、1960年にカナダの永住者となる。1964年、トロント大学人文学部人類学科非常勤講師に就任。1967年にはマギル大学人文学部人類学科非常勤講師となり、1970年からマギル大学人文学部人類学科専任教員に就任した。1974年、ハーバード大学より博士号（Ph.D.）を取得する。1975年、マギル大学人類学科長・准教授となる。その後、マギル大学では東亜研究所所長（1983年）、准副学長（1991年）といった役職をつとめた。2009年に名誉教授となる。
学外では、カナダ日本学会会長（1999年）や東亜考古学協会会長（2004年）を務めた。

## 受賞・栄典
- 2005年：瑞宝小綬章を受章。
- 2017年：カナダ日本学会のAward for Lifetime Service to the Associationを受賞。

## 家族・親族
- 父：井川定慶は仏教学者。佛教大学名誉教授[4]。